# René Quellet
René Quellet (* 4. August 1931 in Solothurn; † 17. August 2017 in Le Landeron, Kanton Neuenburg) war ein Schweizer Pantomime-Künstler.

## Leben
René Quellet wuchs in Le Landeron an der deutsch-französischen Sprachgrenze auf und erlernte in Solothurn den Beruf des Goldschmieds. Nachdem er zehn Jahre lang als Clown aufgetreten war, wandte er sich Ende der 1950er-Jahre der Pantomime zu, machte sie zu seinem Beruf und tourte mit eigenen Programmen rund um die Welt.
Mit Franz Hohler spielte er von 1973 bis 1994 Franz und René für die Kindersendung Spielhaus des Schweizer Fernsehens. Als wortkarger René – der Running Gag war sein Spruch I säge nüt! («Ich sage nichts.») – markierte er den Gegenpart zum redseligen Franz. Mit Franz Hohler und Dodo Hug spielte er 1988 als Santschi im Schweizer Spielfilm Dünki-Schott, einer schweizerdeutschen Adaption des Don-Quijote-Stoffs.
Seit seiner Abschlusstournee in der Schweiz 1997 lebte er mit seiner Frau im Ruhestand.

## Buch
- Franz und René auf dem Ausflug. Eine Fotogeschichte. Mit Franz Hohler und René Quellet. Fotografiert von Eduard Widmer. Zytglogge, Gümligen 1978, ISBN 3-7296-0082-6.